# トム・マイアバ
トム・マイアバ（Tom Maiava、1999年3月6日 - ）は、サモアのラグビーユニオン選手。

## プロフィール
- サモア出身[1]。
- ポジションはスクラムハーフ(SH)。
- 身長 176cm、体重 90kg

## 略歴
2024年、パリ2024五輪の7人制サモア代表に選ばれた。